# Passerella
Passerella es un género de aves paseriformes perteneciente a la familia Passerellidae. Anteriormente se consideraba que este género estaba integrado por una sola especie, el chingolo zorruno, hasta que los análisis genéticos indicaron en 2003 que se trataba de un complejo críptico de especies que tenía que escindirse. Sus cuatro especies actuales habitan en América del Norte.

## Especies
Las cuatro especies que componen el género son:
- Passerella iliaca - chingolo zorruno;
- Passerella unalaschcensis - chingolo fuliginoso;
- Passerella schistacea - chingolo pizarroso;
- Passerella megarhyncha - chingolo picogrueso.